# Мусил, Алоис
Алоис Мусил (чеш. Alois Musil; 30 июня 1868, Рыхтаржов у Вишкова, Королевство Богемия, Австро-Венгрия — 12 апреля 1944, Отрыбы, Протекторат Богемии и Моравии) — чешский первооткрыватель, востоковед, библеист, путешественник, этнограф, писатель и католический священник. Считается одним из величайших востоковедов и арабистов рубежа XIX и XX веков.
Британский социальный антрополог Эрнест Геллнер дал ему прозвище Лоуренс Моравский (Моравский Лоуренс) (в честь Томаса Лоуренса).

## Биография

### Юность
Алоис Мусил родился в 1868 году в Рыхтаржове у Вишкова в сельской семье. Его ближайшим родственником был знаменитый австрийский писатель чешского происхождения Роберт Мусил. Обучался в гимназиях в Кромержиже, Брно и Високе-Мито. По окончании гимназии, в период с 1887 года по 1891 год обучался на Богословском факультете университета в Оломоуце. После окончания обучения, в 1891 году был посвящён в священники и в 1895 году получил степень доктора теологии. Его усилия по углублению богословских исследований привели его к интересу к арабскому миру. В период с 1895 года по 1898 год обучался в Доминиканской библейской школе в Иерусалиме и в Иезуитском университете св. Иосифа в Бейруте. Во время своих исследований в Иордании в 1898 году, в окрестностях Петры обнаружил крепость Кусайр-Амра, о которой позднее написал и издал несколько книг.

### Научная работа
В 1904 году он стал профессором богословского факультета университета в Оломоуце, а в 1909 году профессором теологического факультета университета в Вене. С поддержкой учёного сообщества Вены и Праги, в период с 1908 года по 1912 год он совершил ряд научных экспедиций в Палестину, Сирию и Ирак, в которых проводил топографические исследования, изучал доисламские и исламские археологические памятники, этнографию и фольклор и создал первые пригодные для использования подробные карты этой области. Он долгое время жил на севере Аравии в бедуинском племени Рувалла и стал его членом под именем шейх Муса ар Руэйли. Он также изучал местные языки и овладел тридцатью пятью арабскими диалектами в дополнение к классическим и современным мировым языкам.
Во время Первой мировой войны, Алоис Мусил провёл нескольких тайных политических миссий в арабские провинции Османской империи, с целью заручиться поддержкой арабских племен, ограничить влияние Великобритании в регионе и способствовать экономическому проникновению Австро-Венгрии на Ближний Восток. Его влияние заметно усилилось, после смерти императора Франца Иосифа I и восшествию на престол императора Карла I, потому что он был личным исповедником императрицы Циты. Он был причастен к инициативе императора заключить сепаратный мир со странами Антанты и поддержал амнистию многих чешских политиков Карел Крамаржа, Алоиса Рашина и Вацлава Клофача, а также членов Которского восстания.
После начала распада Австро-Венгрии и создания Чехословакии, он переехал из Вены в Прагу. В 1920 году он стал профессором Карлова университета и оставался им до 1938 года. Он внес значительный вклад в создание восточного института в 1922 году, а после создания организационной структуры института и его финансового обеспечения в 1927 году стал одним из первых его членов. В 1923—1924 годах и в 1925—1928 годах он посетил Нью-Йорк, где при поддержке Американского географического общества и предпринимателя Чарльза Крейна, перевёл и издал свои работы.
Между 1929 и 1932 годами, Алоис Мусил опубликовал упрощенные версии своих работ в восьми томах на чешском языке и по инициативе президента Масарика начал публиковать серию «Сегодняшний Восток», посвященную текущим политическим и экономическим событиям на Аравийском полуострове, в Эфиопии, Ираке, Египте, Индии, Иране, Афганистане, Палестине, Сирии, Ливии, Турции и Судане. Работа вышла в одиннадцати томах, последний том, посвященный Французской Северной Африке, Мусил не закончил.

### Последние годы жизни
Научная деятельность Мусила в области арабистики получила большое международное признание. Мусил был членом большинства европейских научных обществ, а в 1928 году Американское географическое общество наградило его золотой медалью Чарльза П. Дейли и внесло его в Зал славы на равне с Марко Поло и Давидом Ливингстоном. Его усилия по широкой популяризации своих знаний, особенно среди молодежи, были очень достойными. С этой целью Мусил написал двадцать приключенческих книг, действие которых происходит в арабском мире, в которых объясняются арабские и исламские традиции. В 1933 году он получил докторскую степень в Боннском университете. В 1936 году он ушёл на пенсию и до конца жизни жил в Отрыбах у Ческого-Штернберка.

### Смерть
Алоис Мусил умер 12 апреля 1944 года в Отрыбах у Ческого-Штернберка. После февральских событий 1948 года имя Мусила попытались вычеркнуть из истории, его книги были запрещены и его было запрещено упоминать.

## Галерея

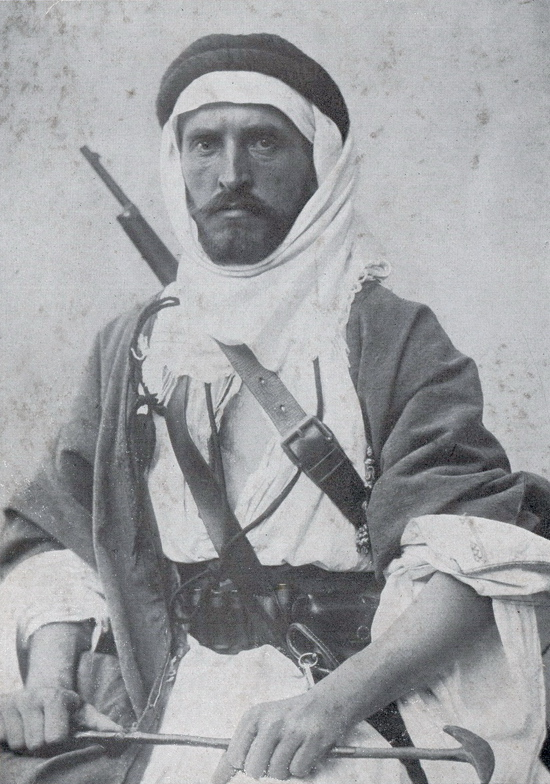
Алоис Мусил - вождь племени Бени Сахр (1901 год)
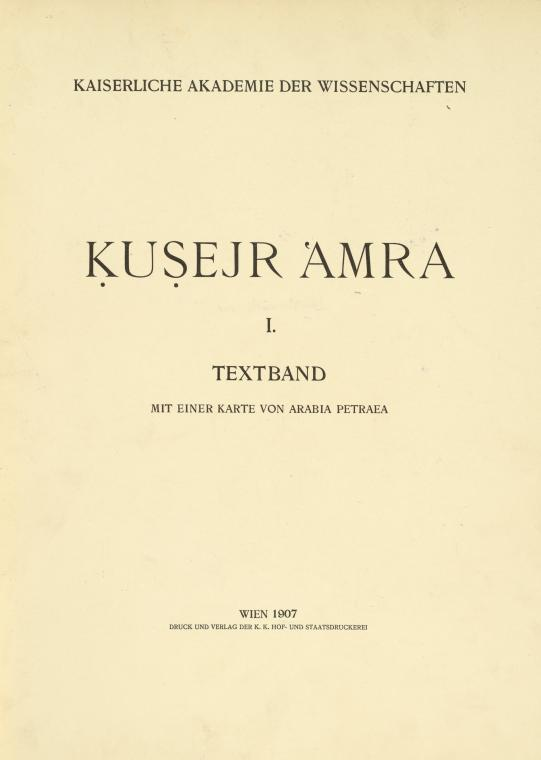
Титульный лист дела Мусила об открытии замка Кусайр-Амра
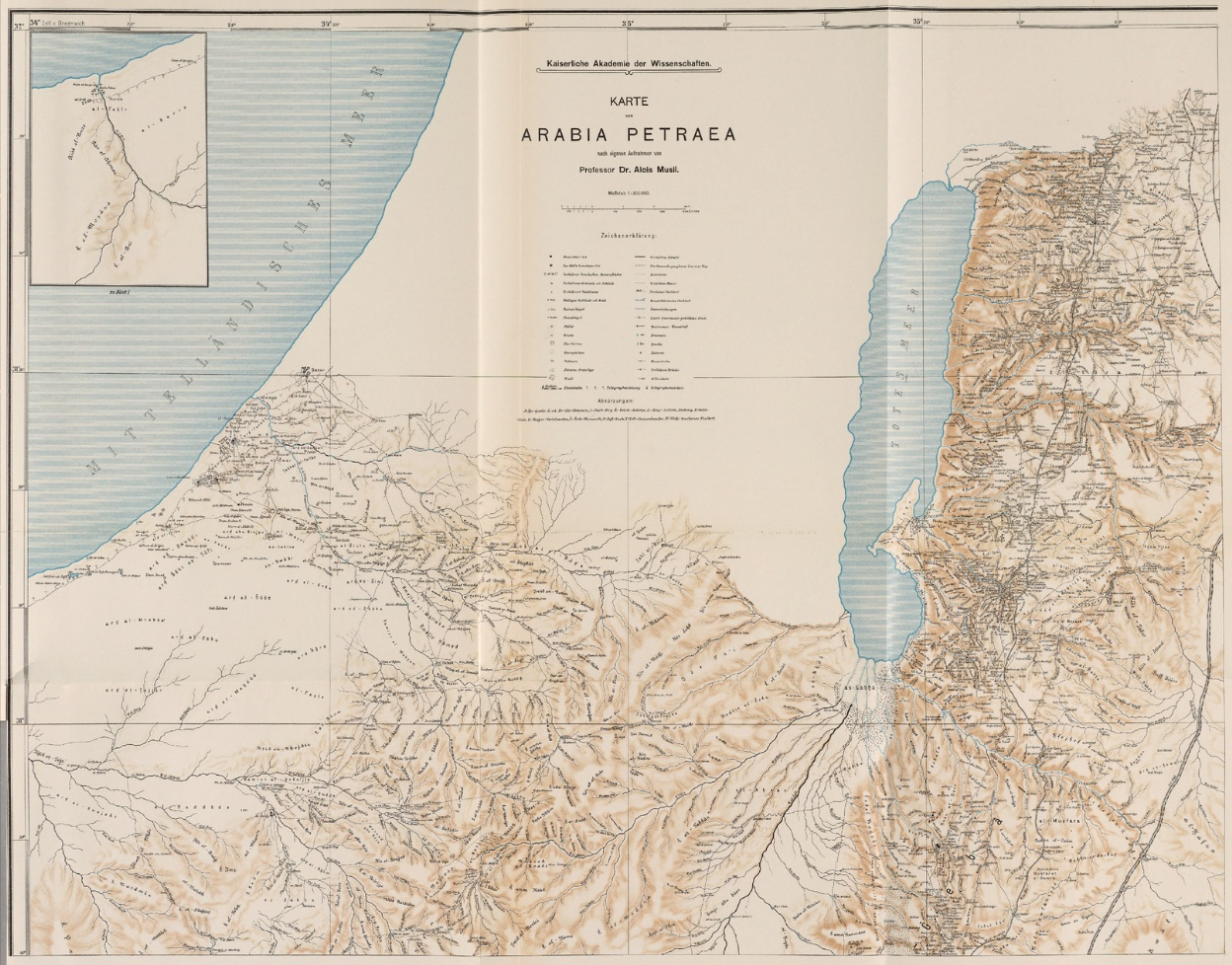
Карта нарисованная Мусилом, бывшей римской провинции Аравия Петрейская
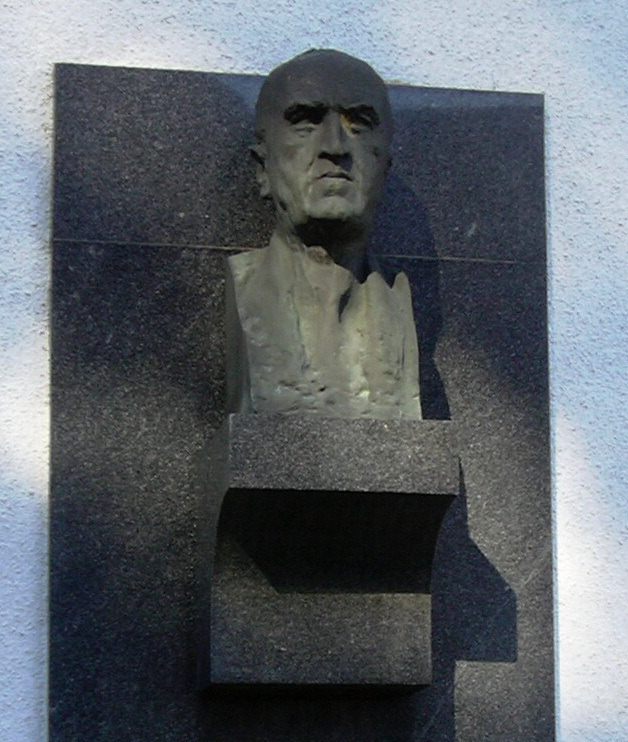
Бюст Алоиса Мусила установленный на родном доме в Рыхтаржове